# 河内村 (茨城県真壁郡)
河内村（かっちむら）は茨城県真壁郡にかつて存在した村である。

## 地理
- 現在の筑西市の南西部、旧関城町の中部に位置する。
- 村は鬼怒川の西岸、小貝川の東岸の中間の地域に位置するが、両河川とは接していない。
- 村域は台地と平地が入り組む谷戸が多い地形になっている。

## 歴史

### 村名の由来
この地域が近世のはじめに河内郡（西河内郡。元の新治郡の一部）と称したことから。

### 村域の変遷
- 1889年（明治22年）4月1日 - 町村制施行により、板橋村、花田村、関館村、藤ヶ谷村、犬塚村、舟生村が合併し真壁郡河内村が発足。
- 1956年（昭和31年）8月1日 - 河内村は関本町・黒子村とともに合併し関城町が発足。河内村は消滅。

変遷表
| 1868年 以前 | 1868年 以前  | 明治9年      | 明治22年 4月1日 | 昭和31年 8月1日 | 昭和53年      | 昭和54年      | 平成17年 3月28日 | 現在   |
| ----------- | ------------ | ------------ | --------------- | --------------- | ------------- | ------------- | ---------------- | ------ |
|             | 花田村       | 花田村       | 河内村          | 関城町          | 関城町        | 関城町        | 筑西市           | 筑西市 |
|             | 関館村       |              | 河内村          | 関城町          | 関城町        | 関城町        | 筑西市           | 筑西市 |
|             | 藤ヶ谷村     |              | 河内村          | 関城町          | 関城町        | 関城町        | 筑西市           | 筑西市 |
|             | 板橋村       | 板橋村       | 河内村          | 関城町          | 関城町        | 関城町        | 筑西市           | 筑西市 |
|             | 板橋新田     | 板橋村       | 河内村          | 関城町          | 関城町        | 関城町        | 筑西市           | 筑西市 |
|             | 犬塚村       | 犬塚村       | 河内村          | 関城町          | 関城町        | 関城町        | 筑西市           | 筑西市 |
|             | 犬塚新田     | 犬塚村       | 河内村          | 関城町          | 関城町        | 関城町        | 筑西市           | 筑西市 |
|             | 舟生村       |              | 河内村          | 関城町          | 関城町        | 関城町        | 筑西市           | 筑西市 |
|             | 磯部村の一部 | 磯部村の一部 | 河内村          | 関城町          | 関城町        | 下館市 に編入 | 筑西市           | 筑西市 |
|             | 舟生村の一部 | 舟生村の一部 | 河内村          | 関城町          | 下館市 に編入 | 下館市        | 筑西市           | 筑西市 |

## 大字
- 花田（はなだ）
- 関館（せきたて）
- 藤ヶ谷（ふじがや）
- 板橋（いたばし）
- 犬塚（いぬづか）
- 舟生（ふにう）

## 人口・世帯

### 人口
総数 [単位： 人]
| 1891年（明治24年） | 1,645 |
| 1920年（大正 9年） | 2,697 |
| 1935年（昭和10年） | 3,043 |
| 1950年（昭和25年） | 4,239 |

### 世帯
総数 [単位： 世帯]
| 1920年（大正 9年） | 452 |
| 1935年（昭和10年） | 492 |
| 1950年（昭和25年） | 704 |